# Prudencio Norales
Prudencio Norales Martínez (1956. december 13. –) hondurasi válogatott labdarúgó.

## Pályafutása

### Klubcsapatban
1977 és 1989 között az Olimpia csapatában játszott.  

### A válogatottban
1980 és 1982 között szerepelt a hondurasi válogatottban. Részt vett az 1982-es világbajnokságon. A Spanyolország,és az Észak-Írország elleni csoportmérkőzéseken kezdőként lépett pályára.

## Sikerei, díjai
Real España
- Hondurasi bajnok (5):  1977, 1982, 1984, 1986, 1987
- UNCAF-klubcsapatok kupája (1): 1981
- CONCACAF-bajnokok kupája (1): 1988